# Severin Šali
Severin Šali [séverin šáli], slovenski pesnik in prevajalec, * 22. oktober 1911, Podlisec pri Dobrniču, Slovenija, † 24. oktober 1992, Novo mesto.

## Življenje
Rodil se je 22. oktobra 1911 v Podliscu pri Dobrniču. Bil je nezakonski otrok kmečke delavke Ane Šali. Med letoma 1918 in 1924 je obiskoval osnovno šolo v Nemški vasi pri Trebnjem. Po končani osnovni šoli je med letoma 1924 in 1928 obiskoval gimnazijo v Varaždinu. Dve leti je služil kot vojak. Leta 1934 se je vrnil v Ljubljano. V času med 1938-45 je služboval pri Jugoslovanski knjigarni kot prodajalec, urednik, lektor in knjižni svetovalec, med letoma 1941 in 1945 je bil urednik Slovenčeve knjižnice. Po letu 1945 je bil svobodni umetnik. Od leta 1956 je bil lektor ljubljanske založbe Mladinske knjige, leta 1972 je postal njen urednik, kar je ostal do upokojitve leta 1984. Po upokojitvi je živel v Novem mestu, kjer je 24. oktobra 1992 umrl.

## Delo
Svoje prve pesmi je objavil leta 1938 v Dejanju, do leta 1945 je sodeloval še v različnih revijah in objavil okoli 65 pesmi. Leta 1940 je pod okriljem literarnega kluba pri Jugoslovanski knjigarni izdal zbirko Slap tišine. Prevajal je dela iz češčine,francosščine, makedonščine, nemščine, poljščine, ruščine in srbohrvaščine. Prevajal je dela Iva Andrića, Vladimírja Babule, Mihaila Afanasjeviča Bulgakova, Miguela de Cervantesa, Maka Dizdarja, Fjodorja Mihajloviča Dostojevskega, Nikolaja Vasiljeviča Gogolja, Maksima Gorkega, Sima Matavulja, Mladena Oljačo, Konstantina Georgijeviča Paustovskega, Mihaila Aleksandroviča Šolohova, Bericka Travna idr. Izdal je prevod (izbor) Šenčenkove lirike, zbral in uredil je izbor slovenskih ljudskih pesmi Peli so jih mati moja (1943).

### Za odrasle
- Slap tišine (Jugoslovanska knjigarna, Ljubljana 1940) (COBISS)
- Srečevanja s smrtjo (Ljudska knjigarna, Ljubljana 1943) (COBISS)
- Spev v rodni zemlji (Zimska pomoč, Ljubljana 1944) (COBISS)
- Pesem o začaranem poetu (Študijska knjižnica Mirana Jarca, Novo mesto 1957) (COBISS)
- Pesek in zelenice (Samorastniške besede, Ljubljana 1982) (COBISS)
- Sijoče mračine (Mladinska knjiga, Ljubljana 1985) (COBISS)
- Pesnik na večerni poti (Dolenjska založba, Novo mesto 1991) (COBISS)

### Za otroke
- Teče to in teče ono (Mladinska knjiga, Ljubljana 1983) (COBISS)
- V deveto deželo (Mladika, Ljubljana 1995) (COBISS)